# Muzej Kurá Hulanda
Muzej Kurá Hulanda je antropološki muzej v Curaçau. Muzej je specializiran na atlantsko trgovino s sužnji in je bil odprt aprila 1999.

## Zgodovina
Muzej Kurá Hulanda je bil pobuda Jacoba Gelta Dekkerja. V poznih 1990-ih ga je vlada Curaçaa nagovorila za razvoj zahodne obale v Otrobandi, kamor so priplule suženjske ladje s sužnji, ki so jih prodali na bližnjem trgu s sužnji. Dekker se je odločil kupiti zapuščene zgradbe na pomolu in tržnici, obnoviti stavbe v prvotno stanje in na mestu odpreti muzej, specializiran na atlantsko trgovino s sužnji.
Muzej so odprli aprila 1999. Sestavljen je iz 15 stavb, ki prikazujejo zgodovino od ujetja v Afriki do preselitve v Ameriki. Prikazuje tudi kulturno dediščino sužnjev zlasti na kulturo Curaçaa in Karibov na splošno.

## Hotel
Dekker je kupil večino zgradb na pobočju  in poleg muzeja odprl luksuzni hotel Kurá Hulanda Hotel & Lodge. Za hotel je bil oktobra 2013 razglašen stečaj. Novembra 2013 je bil hotel prodan kolumbijski hotelski verigi GHL Hotels.